# Деда у мом џепу
Деда у мом џепу (енгл. Grandpa in My Pocket) је британска телевизијска серија за децу, емитована од 2009. до 2014. године. Броји 120 епизода и 5 сезона.
У Србији је са емитовањем кренула 4. децембра 2017. на Пикабу, синхронизована на српски језик. Синхронизацију је урадио студио Блу хаус. Синхронизоване су трећа и четврта сезона.

## Преглед
| Сезона | Епизоде | Емитовање (Би-Би-Си)         | Емитовање (Пикабу)                   |
| ------ | ------- | ---------------------------- | ------------------------------------ |
| 1      | 55      | 10. фебруар - 17. март 2009. | —                                    |
| 2      | 53      | 15. фебруар - 20. март 2010. | —                                    |
| 3      | 14      | 11. фебруар - 2. март 2011.  | 4. децембар 2017. - 14. јануар 2018. |
| 4      | 26      | 27. јануар - 5. мај 2014.    | 15. јануар 2018. - ?                 |
| 5      | 28      | 6. мај - 25. октобар 2014.   | —                                    |

## Улоге
| Улога            | Глумац        |
| ---------------- | ------------- |
| Џејсон Мејсон    | Џеј Ракли     |
| Деда Мејсон      | Џејмс Болам   |
| Џош Мејсон       | Харви Торн    |
| Елси Мејсон      | Сезен Дјоума  |
| Џемајма Мејсон   | Џоузи Кејбл   |
| Џули Мејсон      | Зара Рам      |
| Кристофер Мејсон | Сам Елис      |
| Лорета Мејсон    | Сузан Џејмсон |